# Кубок европейских чемпионов по волейболу среди женщин 1967/1968
8-й розыгрыш Кубка европейских чемпионов по волейболу среди женщин проходил с 18 января по июнь 1968 года с участием 14 клубных команд стран-членов Европейской комиссии волейбола (ЕКВ). Победителем турнира в 4-й раз в своей истории стала советская команда «Динамо» (Москва).

## Команды-участницы
| Страна       | Команда                         |                                 |
| ------------ | ------------------------------- | ------------------------------- |
| Австрия      | «Блау-Гельб» (Вена)             | Чемпион Австрии 1967            |
| Бельгия      | ВОГ (Остенде)                   | Чемпион Бельгии 1967            |
| Болгария     | «Левски» (София)                | Чемпион Болгарии 1967           |
| ГДР          | «Лейпциг» (Лейпциг)             | Чемпион ГДР 1967                |
| Италия       | «Макс Мара» (Реджо-нель-Эмилия) | Чемпион Италии 1967             |
| Польша       | «Висла» (Краков)                | Чемпион Польши 1967             |
| Португалия   | «Бенфика» (Лиссабон)            | Чемпион Португалии 1967         |
| Румыния      | «Динамо» (Бухарест)             | Чемпион Румынии 1967            |
| СССР         | ЦСКА (Москва)                   | Чемпион СССР 1966               |
| СССР         | «Динамо» (Москва)               | 2-й призёр чемпионата СССР 1966 |
| Турция       | «Расимпаша» (Стамбул)           | Чемпион Турции 1967             |
| Франция      | «Пари ЮК» (Париж)               | Чемпион Франции 1967            |
| Чехословакия | «Славия» (Братислава)           | Чемпион Чехословакии 1967       |
| Югославия    | «Црвена Звезда» (Белград)       | Чемпион Югославии 1967          |

## Система проведения розыгрыша
В турнире принимали участие команды 13 стран-членов ЕКВ (13 чемпионов своих стран и серебряный призёр чемпионата СССР 1966 «Динамо» Москва). На всех стадиях розыгрыша применялась система плей-офф.

## 1/8-финала
18.01—9.02.1968
 «Црвена Звезда» (Белград) —  «Динамо» (Москва)
18 января. 1:3 (15:9, 12:15, 0:15, 2:15).
4 февраля. 0:3.
 «Славия» (Братислава) —  «Пари ЮК» (Париж)
27 января. 3:0.
.. февраля. ?:?
 «Лейпциг» —  «Макс Мара» (Реджо-нель-Эмилия) 
21 января. 3:0.
.. февраля. ?:?
 «Бенфика» (Лиссабон) свободна от игр.
 «Блау-Гельб» (Вена) —  ЦСКА (Москва)
21 января.0:3 (2:15, 4:15, 0:15).
4 февраля. 0:3.
 «Левски» (София) —  «Расимпаша» (Стамбул) 
.. января.3:0 (15:0, 15:1, 15:0).
9 февраля. 3:0 (15:2, 15:1, 15:1).
 ВОГ (Остенде) —  «Висла» (Краков)
25 января. 0:3.
26 января. 0:3. Оба матча прошли в Остенде.
 «Динамо» (Бухарест) свободен от игр.

## Четвертьфинал
7.03—24.03.1968
 «Славия» (Братислава) —  «Динамо» (Москва)
7 марта. 1:3 (15:13, 13:15, 6:15, 4:15).
13 марта. 0:3 (8:15, 9:15, 9:15).
 «Бенфика» (Лиссабон) —  «Лейпциг»
17 марта. 0:3 (11:15, 2:15, 6:15).
24 марта. 0:3.
 ЦСКА (Москва) —  «Левски» (София)
.. марта.3:0 (15:4, 15:3, 15:2).
21 марта. 3:2 (15:0, 15:13, 8:15, 12:15, 16:14).
 «Висла» (Краков) —  «Динамо» (Бухарест)
10 марта. 3:1 (7:15, 15:12, 15:4, 15:2).
20 марта. 0:3 (6:15, 7:15, 12:15).

## Полуфинал
апрель 1968
 «Лейпциг» —  «Динамо» (Москва)
.. апреля. 0:3.
.. апреля. 1:3 (15:11, 5:15, 11:15, 0:15).
 ЦСКА (Москва) —  «Динамо» (Бухарест) 
15 апреля.3:0 (15:10, 15:6, 15:12).
25 апреля. 3:0 (15:13, 15:10, 16:14).

## Финал
июнь 1968
 «Динамо» (Москва) —  ЦСКА (Москва) 
3:0 (15:11, 15:3, 15:3).
3:2.

## Итоги

### Призёры
| «Динамо» (Москва) |
| ЦСКА (Москва)     |